# Plac Wolności w Kielcach

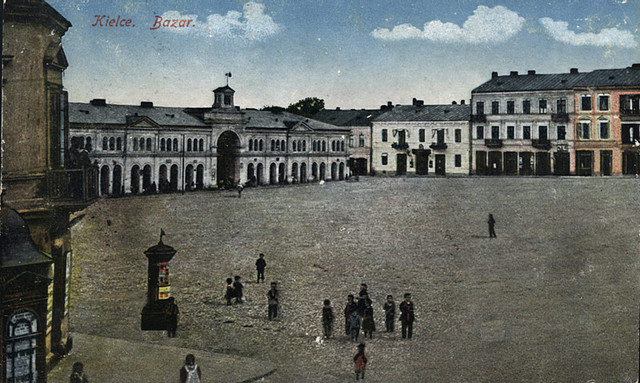
Plac Bazarowy

Plac Wolności w Kielcach (dawn. Plac Bazarowy, Rynek, Plac Obrońców Stalingradu) – plac usytuowany w centrum Kielc. Rozchodzą się od niego ulice Mickiewicza, Słowackiego, Śniadeckich, Głowackiego, Ewangeliczna i Hipoteczna.
Plac został zaprojektowany w końcu XIX wieku jako drugi rynek. Otrzymał nazwę Plac Bazarowy (Bazarnaja Płoszczad'). Przez mieszkańców określany był mianem Bazarów. W 1873 roku firma pochodzącego z Chęcin Chaskiela Landuna, na zlecenie 3 tys. akcjonariuszy, wybudowała na nim hale targowe. Następnie wybrukowano nawierzchnię. W 1879 na placu znajdowało się 34 sklepów i 21 jatek. W 1896 roku plac został oświetlony, ponadto wyremontowano hale.
We wtorki oraz piątki odbywały się w tym miejscu targi i jarmarki. Do 1918 roku plac został w całości zabudowany, dzięki czemu stał się najdroższą częścią miasta. Pokój kosztował rocznie 100 rubli. W 1913 znajdowało się tu 28 posesji, z czego siedem należało do Żydów. Po odzyskaniu niepodległości nazwę zmieniono na Plac Wolności. W okresie międzywojennym plac dzierżawiony był przez Icka Tenenbauma, który wpłacał rocznie kieleckiemu magistratowi 5 tys. zł. Każdy targ przynosił dzierżawcy ok. 200 zł czystego zysku. Organizowano również w tym miejscu uroczystości patriotyczne z udziałem Józefa Piłsudskiego. W czasie okupacji niemieckiej nie wolno było używać nazwy Plac Wolności, dlatego plac określano mianem Rynku (Marktplatz).
W 1949 roku zmieniono nazwę na Plac Obrońców Stalingradu. W latach 50. XX wieku został on przebudowany, w wyniku czego zlikwidowano targi. Na placu odbywały się miejskie uroczystości. Po 1989 roku przywrócono nazwę Plac Wolności, a we wschodniej części powstało kilkadziesiąt pawilonów handlowych. 1 czerwca 2006 w XIX-wiecznym budynku przy Placu Wolności 2 oficjalnie otwarto Muzeum Zabawek i Zabawy.
Planowany jest generalny remont placu. W jego ramach wymieniono na początku 2022 roku lampy, natomiast w pierwotnych planach miał zostać wybudowany parking podziemny, a część naziemna miała zmienić charakter zakładający m.in. oczko wodne oraz plac zabaw. Na przełomie 2024 i 2025 roku przedstawiono nową koncepcję przebudowy Placu Wolności. W jej ramach zrezygnowano z parkingu podziemnego, natomiast część naziemna została podzielona na trzy obszary: reprezentacyjny (centralny), edukacyjno-rozrywkowy (północny) i wypoczynkowy (południowy). Ponadto, planowane jest zamknięcie północnej części placu dla ruchu. Konsultacje w sprawie przebudowy rozpoczęły się 20 stycznia 2025 roku. W jego ramach odbyły się m.in. spotkania w Muzeum Zabawek i Zabawy. Same zmiany w koncepcji przebudowy placu w porównaniu do poprzednich wywołało niezadowolenie części społeczności, czego dowodem były liczne uwagi w przeprowadzonych konsultacjach, a także zaplanowanie protestu wobec rezygnacji z parkingu. 25 czerwca 2025 roku projekt przebudowy Placu Wolności wraz z przyległymi ulicami uzyskał dofinansowanie w kwocie 37 mln zł. Ponadto, miasto rozpoczęło poszukiwania partnera do budowy parkingu podziemnego w ramach Partnerstwa Publiczno-Prywatnego.
Układ przestrzenny i ukształtowanie architektoniczne Placu Wolności wraz z wylotami ulic: Ewangelickiej, Hipotecznej, Mickiewicza, Słowackiego, Śniadeckich i Głowackiego, został wpisany do rejestru zabytków nieruchomych (nr rej.: A.395 z 22.03.1968 i z 14.08.1976).